# Нижняя Хортица
Нижняя Хортица (укр. Нижня Хортиця) — село,
Разумовский сельский совет,
Запорожский район,
Запорожская область,
Украина.
Код КОАТУУ — 2322188402. Население по переписи 2001 года составляло 779 человек.

## Географическое положение
Село Нижняя Хортица находится на правом берегу русла реки Днепр — Старый Днепр,
выше по течению на расстоянии в 5 км расположено село Бабурка,
ниже по течению на расстоянии в 0,5 км расположено село Разумовка,
на противоположном берегу — город Запорожье.
По селу протекает пересыхающая речушка Нижняя Хортица с запрудами.
Рядом проходит автомобильная дорога Т-0806.

## История
- Основано в 1803 году как колония немцев-меннонитов Нидер Хортица (Nieder Chortitza).

## Экономика
- «Хортица», ФХ.
- Гостиничный комплекс «Панська Хата».

## Объекты социальной сферы
- Клуб.

## Экология
- К селу примыкают большие очистные сооружения.

## Известные люди
- Петров Борис Федорович (1952) — губернатор Запорожской области, проживает в селе Нижняя Хортица.

## Достопримечательности
- Братская могила советских воинов.
- Энтомологический заказник «Нижняя Хортица», 4 га, балка, где много шмелей и диких пчел.